# Fosfatidilinozitol

Principalele lipide membranare: fosfatidilcolină (PtdCho); fosfatidiletanolamină (PtdEtn); fosfatidilinozitol (PtdIns); fosfatidilserină (PtdSer).

Fosfatidilinozitolii sunt o clasă de fosfolipide care se găsesc în membranele biologice.